# لا سيلفا دي مار
بلدية لا سيلفا دي مار (بالإسبانية: La Selva de Mar) هي بلدية تقع في مقاطعة جرندة التابعة لمنطقة كتالونيا شمال شرق إسبانيا.

## الديموغرافيا
بلغ عدد سكان بلدية لا سيلفا دي مار 209 نسمة عام 2011 (وفقاً للمعهد الوطني الإسباني للإحصاء).
| 182 | 191 | 207 | 216 | 216 | 226 | 209 |